# Hilversumse Roeivereniging Cornelis Tromp
HRV Cornelis Tromp is een van de grootste roeiverenigingen in Nederland. Zij is gelegen aan de westkant van Hilversum. Cornelis Tromp organiseert jaarlijks ook de Tromp Boat Races.

## Geschiedenis
De geschiedenis van roeivereniging Cornelis Tromp is onlosmakelijk verbonden met de aanleg van het Hilversums Kanaal. Toen in 1935 het kanaal was gevorderd tot aan het sluisje naar de ’s-Gravelandsevaart, zag een aantal oud-studentenroeiers dat het mooi roeiwater was en werd het plan opgevat een roeivereniging te beginnen. Op 19 februari 1936 werd de vereniging opgericht met dertig leden.
De vereniging is vernoemd naar admiraal Cornelis Tromp.